# Fuji (pomme)
Pour les articles homonymes, voir Fuji.

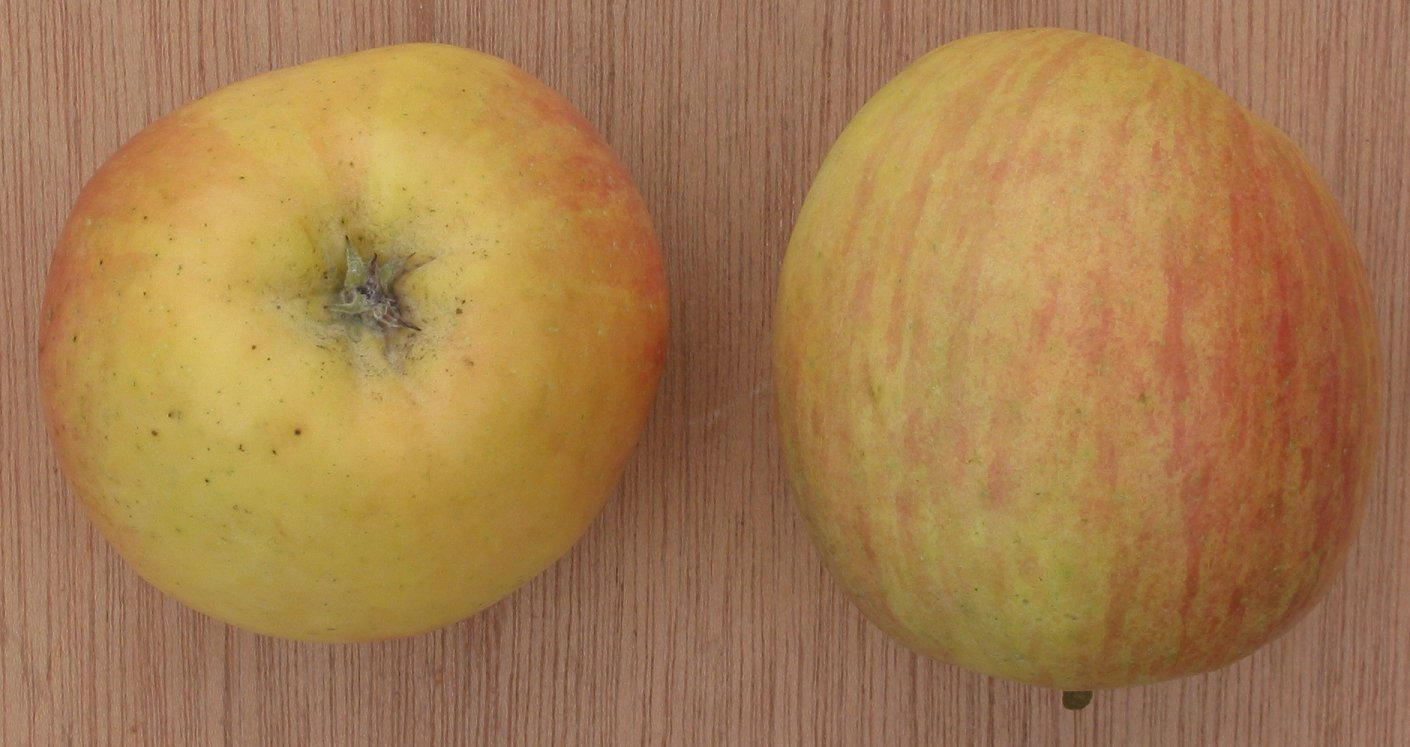
Pomme fuji.

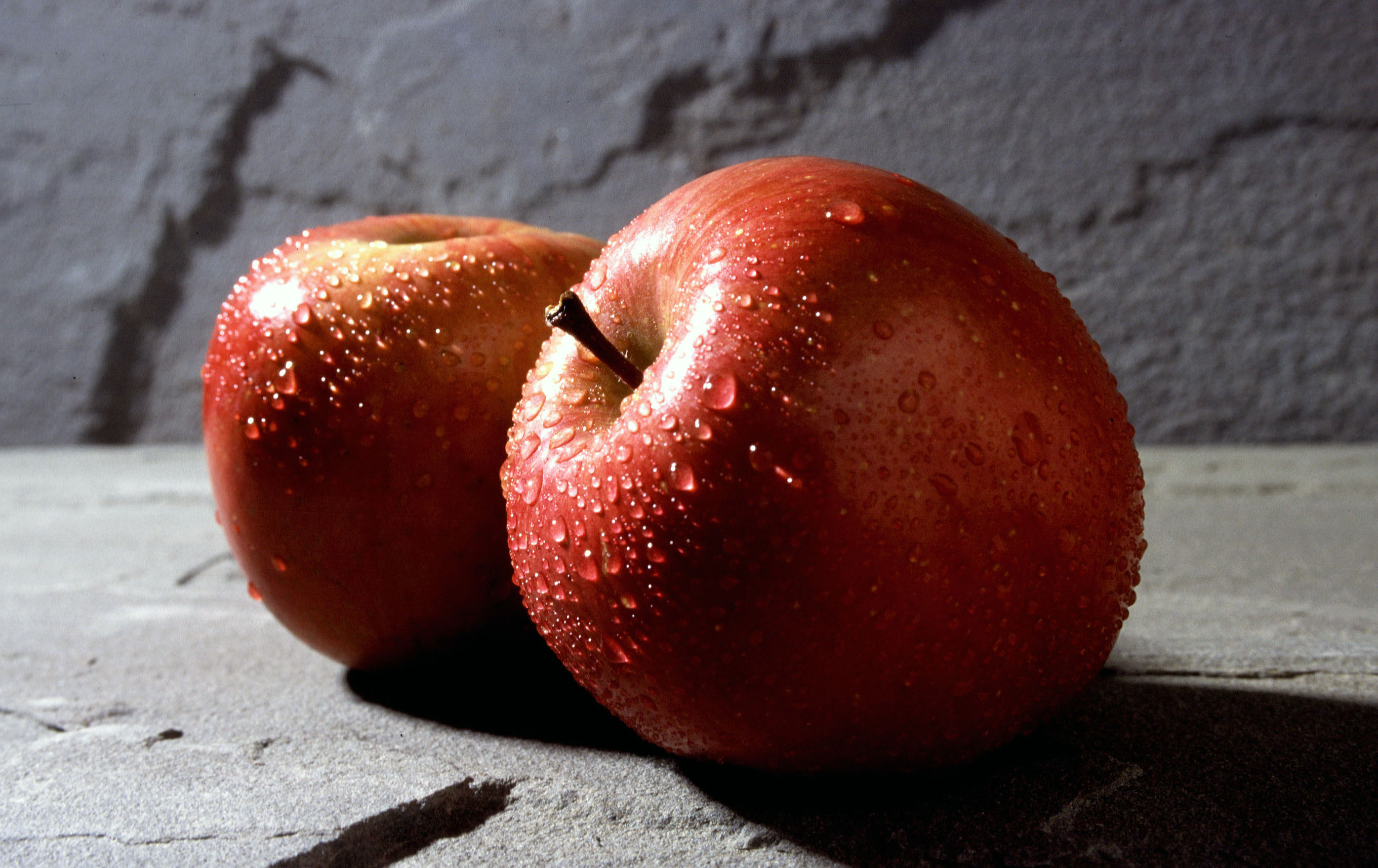
Pommes fuji.

Fuji est un cultivar de pommier domestique.

## Description
C'est une variété de pomme rouge très sucrée avec un subtil goût d'ananas, riche en jus et à la texture ferme et croquante.
Au Japon, cette variété représente 80 % de la consommation nationale. La Chine est un producteur important de cette variété.
La fuji est une pomme de couleur rouge, bicolore. Selon le clone de fuji, elle peut être striée ou lessivée.

## Santé
Apports normalisés pour la fuji crue avec sa pelure, antioxydants : 2589 µ mol TE/100g.

## Origine
Variété créée au Japon en 1939 par le centre de recherche en horticulture de Morioka; exportée en 1962 par la station de recherche en horticulture de Tohoku. 
Son nom n'a rien à voir avec le mont Fuji mais provient du nom de la ville où cette variété de pomme a été cultivée et élaborée en premier lieu : Fujisaki, circonscription de la préfecture d'Aomori, au nord du Japon.

## Parenté

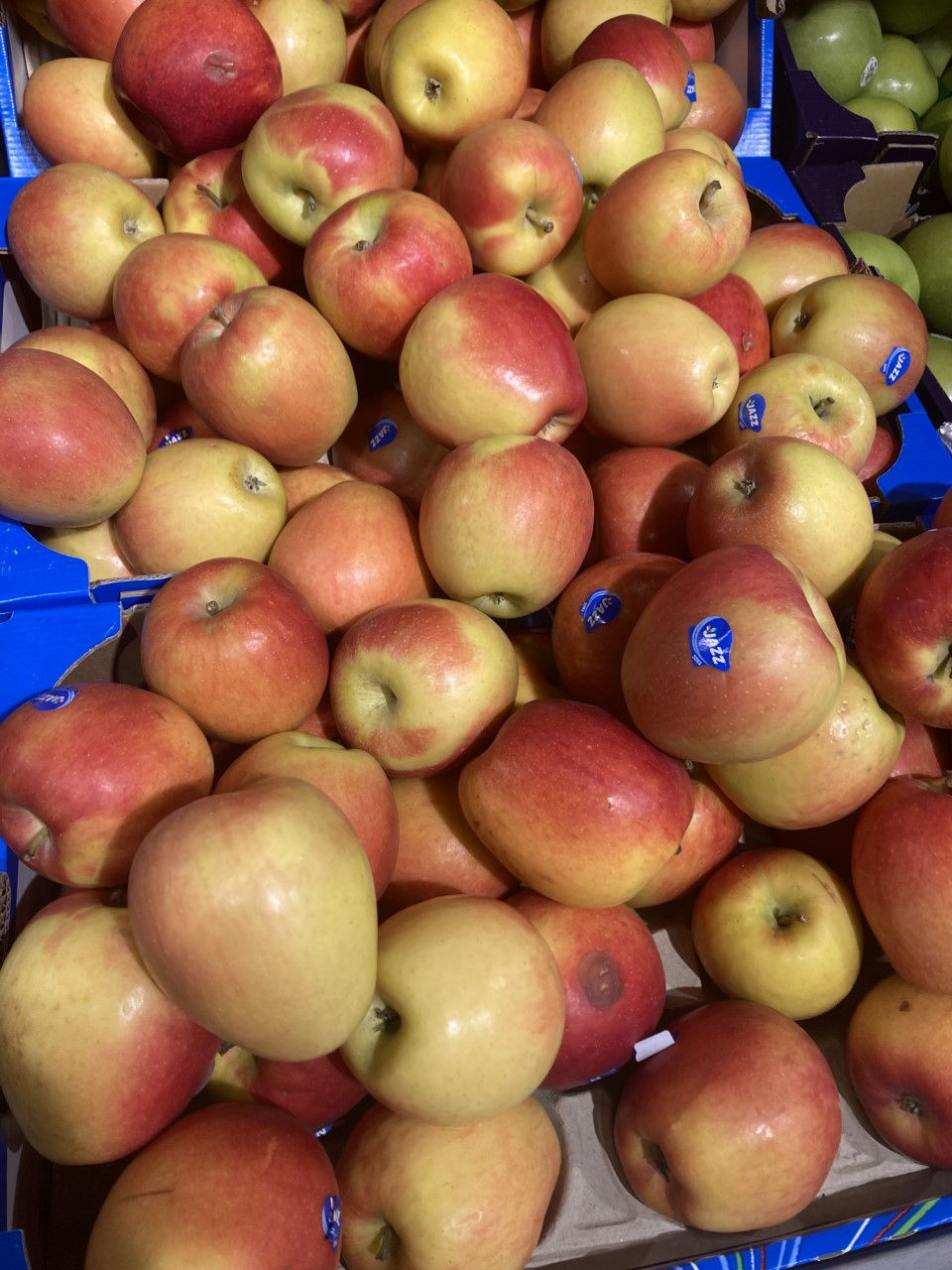
Pommes Fuji en vrac.

Cultivar issu du croisement des variétés Ralls Janet × Red Delicious.

Mutants:
- Fuji Kiku 8

## Pollinisation
- Groupe de floraison : D (simultanément à la Golden delicious).
- S-génotype : S1S9[3].
- Incompatibles : Dalinette…
- Semi-compatibles : Reine des Reinettes, Ontario, Cox's Orange pippin, Florina…
- Compatibles : Rubinola, Topaz, Rajka, Golden Delicious, Granny Smith…

## Susceptibilités aux maladies
- Tavelure : élevée[4]
- Feu bactérien : élevée

## Culture
Arbre de vigueur moyenne, ce cultivar est fortement porté à l'alternance, il faut procéder à un éclaircissage et une arcure sévères pour obtenir une récolte régulière.
- Maturité : la cueillette s'effectue fin octobre entre 180 et 190 jours après la floraison pour limiter l’incidence des maladies post-récoltes (craquelure de la peau et brunissement interne).
- Conservation : le fruit se conserve très bien (jusqu'en mai).